# Lophozoa
Super-embranchement
Embranchements de rang inférieur
- clade Polyzoa (Briozoa l.s.)
  - Ectoprocta (Briozoa s.s.)
  - Kamptozoa
- clade Trochozoa
  - clade Eutrochozoa
    - Annelida
    - Mollusca
    - Nemertea
    - Sipuncula

  - clade Phoronozoa
    - Brachiopoda
    - Phoronida

Les Lophozoa (Lophozoaires) sont un super-embranchement d'animaux protostomiens.

## Liste des embranchements
Selon ITIS (10 mai 2020) :
- embranchement Annelida
- embranchement Brachiopoda
- embranchement Bryozoa s.s. (Ectoprocta)
- embranchement Kamptozoa
- embranchement Mollusca
- embranchement Nemertea
- embranchement Phoronida
- embranchement Sipuncula

## Publication originale
- (en) T Cavalier-Smith, « A revised six-kingdom system of life », Biological Reviews, Wiley, vol. 73, no 3,‎ août 1998, p. 203-266 (ISSN 1464-7931, PMID 9809012, DOI 10.1111/J.1469-185X.1998.TB00030.X).